# Selmeczi
A Selmeci vagy Selmeczi régi magyar családnév, amely származási helyre utalhat: Selmecbánya (Szlovákia, korábban Hont vármegye).

## Híres Selmeczi nevű személyek
- Selmeczi Gabriella (1965) magyar politikus, fideszes országgyűlési képviselő
- Selmeczi György (1952) Erkel-díjas zeneszerző, zongoraművész, karmester, operarendező
- Selmeczi György (1952) autóversenyző
- Selmeczi Roland (1969–2008) magyar színpadi, film- és szinkronszínész
- Selmeczi Tibor (1948) magyar újságíró, kabarészerző, dramaturg, humorista